# Internierungslager Chanac
Das Internierungslager Chanac in Chanac entstand auf der Basis der vom Vichy-Regime aus den Gesetzen und Verordnungen der Dritten Französische Republik übernommenen Praxis, Asyl suchende Ausländer zur Zwangsarbeit zu verpflichten. Zu diesem Zweck wurde 1941 in Chanac, vermutlich in einem zuvor für Spanische Bürgerkriegsflüchtlinge genutzten Lager, ein Fremdarbeiterlager für Männer unterschiedlicher Nationalität eingerichtet. Das Lager existierte bis weit in das Jahr 1944 hinein.

## Zwangsarbeiter in Chanac
Die Angaben darüber, von wann bis wann in Chanac ein Lager bestand, in dem ein Groupement de travailleurs étrangers (GTE) stationiert war, eine zur Zwangsarbeit verpflichtete Gruppe von Fremdarbeitern, sind sehr unterschiedlich. Eggers geht von der Zeit von Juni 1941 bis März 1943 aus:S. 562, die Fondation pour la Mémoire de la Déportation (FMD) macht ähnliche Angabe, sieht die Schließung aber erst im Juni 1943 gekommen, und das Bulletin der L’Association « Pour le Souvenir du Camp de Rieucros » spricht gar von April 1941 bis August 1944. In den Unterlagen des Archivs des Departements Lozère gibt es drei unterschiedliche Angaben. Einmal ist dort von einem „Fremdarbeiterlager Chanac, 1940-1944“ die Rede, dann vom „Lager für ausländische Arbeiter in Chanac und Kommission für die Aufnahme, 1941-1944“. Im dritten Eintrag heißt es dann: „Ausländerlager Malavielle (Chanac), Flüchtlinge, 1939-1946“.
Dieser letzte Eintrag deckt sich mit einer Ausstellung, die das Archiv „zum Gedenken an den 80. Jahrestag der Retirada (1939-2019)“ veranstaltet hat. Im Begleittext wird darauf verwiesen, dass in Chanac, wie in mehreren anderen Orten im Departement, 1939 Flüchtlinge aus dem Spanischen Bürgerkrieg in einem Lager untergebracht wurden. Der Ort, an dem es sich befunden haben soll, Malavielle, gehört zu Chanac, liegt aber etwa 6 Kilometer außerhalb des Dorfes. (Lage) Dieses „außerhalb des Ortes“ ist dann auch der Standorthinweis, der im Rieucros-Bulletin gegeben wird, in dem es zudem heißt, dass das Lager in Chanac bis zu 1.000 Männer aufnehmen konnte. Eine Fremdarbeitereinheit hatte aber in der Regel nur eine Stärke von 250 Mann, und die in Chanac stationierte kam nur einmal auf wenig mehr als 200 Männer. Das spricht dafür, dass das Fremdarbeiterlager in Chanac auf dem ehemals für spanische Bürgerkriegsflüchtlinge eingerichteten Lager untergebracht war, und diese Fremdarbeiter erst dorthin verlegt wurden, nachdem das Flüchtlingslager, über dessen Existenz es keine weiteren Hinweise gibt aufgelöst worden war.
Laut dem Rieucros-Bulletin kam die GTE 321 aus Agde und ließ sich im Juni 1941 in Chanac nieder. Mit Agde ist vermutlich das Internierungslager Camp d’Agde gemeint, und das erklärt auch den hohen Anteil an Spaniern unter den in Chanc stationierten Fremdarbeitern. Die 140 Männer, darunter 115 Juden, die im Juni 1941 eintrafen, wurden in Holzbaracken untergebracht und mussten auf Strohsäcken schlafen. Die Nebengebäude – Krankenstation, Küche und Lebensmittellager – waren aus Ziegelsteinen gebaut, und es gab, was in den damaligen Lagern alles andere als selbstverständlich war, Toiletten mit Wasserspülung und eine Duschanlage, letztere allerdings ohne warmes Wasser.
Über den Alltag im Lager ist wenig bekannt, aber sowohl die FMD als auch das Rieucros-Bulletin machen Angaben über die Belegungszahlen und über die nationale Herkunft der Internierten. Die FMD berichtet von 156 Fremdarbeitern am 20. Februar 1942, und das Bulletin von 185 am 21. Juli 1942. Von diesen 185 Männern waren 6O spanische, 52 deutsche und 16 österreichische Staatsangehörige; 29 weitere stammten aus dem Saarland, 21 Staatenlose und einige wenige Rumänen, Polen, Jugoslawen oder Portugiesen. Die höchste Belegung hatte das Lager Chanac laut FMD im Mai/Juni 1943. In dem Zeitraum sollen sich hier 217 Personen aufgehalten haben, darunter 139 Spanier und nur noch 12 Deutsche.
Das Rieucros-Bulletin gibt einen detaillierten Überblick über die Arbeitseinsätze der GTE-Angehörigen. Arbeitseinsätze in der Land- und Forstwirtschaft oder im Torfabbau stehen an erster Stelle, aber es gibt auch Arbeiten in einer Stahl- und Schmiedefabrik in Saint-Chély-d’Apcher sowie Maurer-, Tischler- und Schlosserarbeiten im Flüchtlingslager La Vernède. Bei dieser Aufzählung der Arbeitseinsätze fällt auf, dass diese sehr oft auch verbunden waren mit der Unterbringung und der Verpflegung der GTE-Angehörigen am Ort ihres Arbeitseinsatzes. Gleichwohl sollen im Lager selbst weiterhin 13 Arbeiter in verschiedenen Bereichen dessen allgemeine Dienste aufrechterhalten haben.

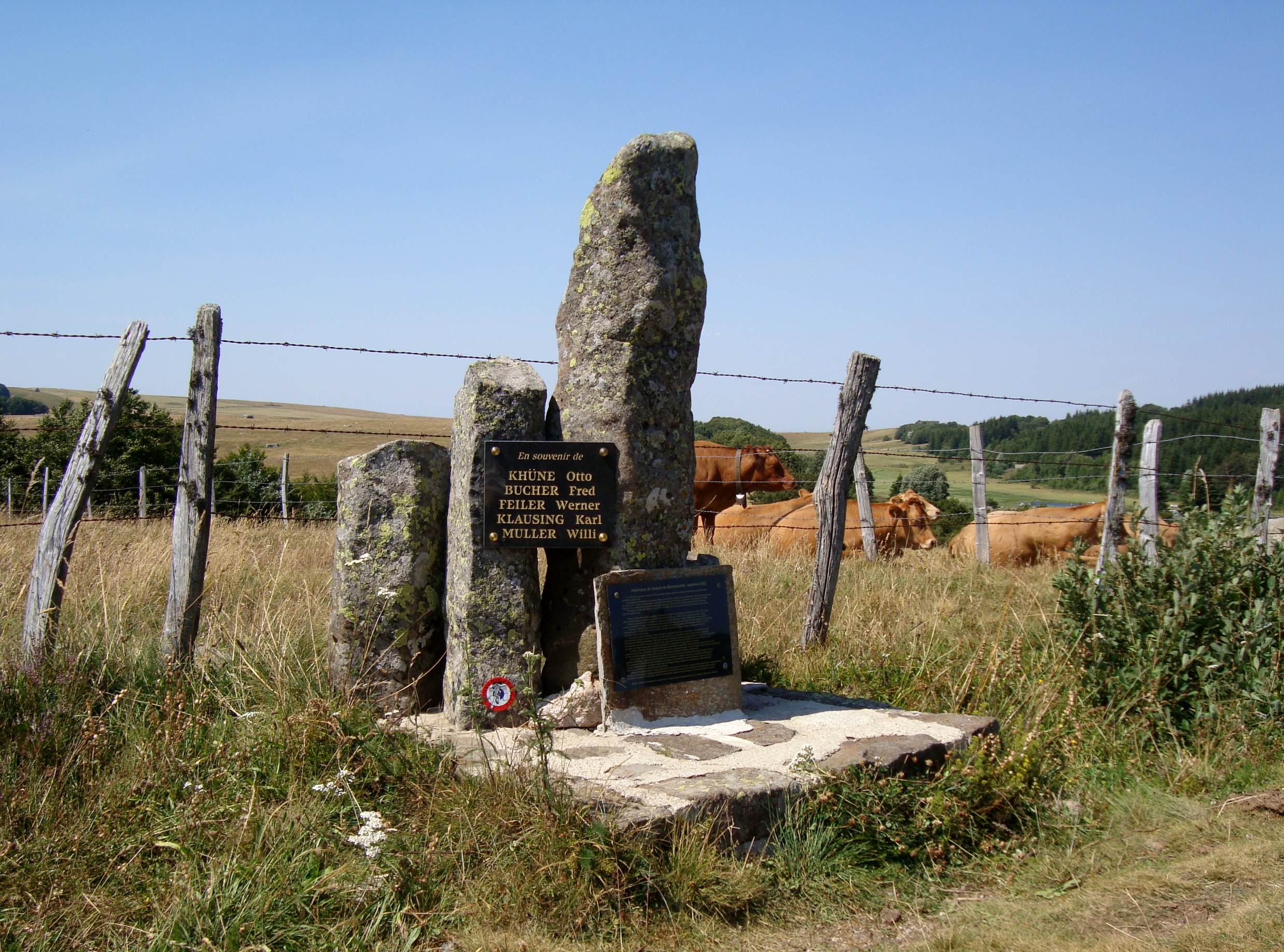
Mémorial du Maquis de Bonnecombe

Zu den Arbeitern, die außerhalb des Lagers arbeiteten und auch wohnten, gehörten auch die in dem zuvor erwähnten Stahlwerk in Saint-Chély eingesetzten Männer. Im Juli 1942 waren das 13 Arbeiter; die in der Kantine des Werkes untergebracht waren. Fünf dieser in Saint-Chély stationierten Fremdarbeiter waren deutsche Kommunisten, die im Spanischen Bürgerkrieg in den Internationalen Brigaden gekämpft hatten. Unter der Führung von Otto Kühne bildeten sie in Saint-Chély eine Widerstandsgruppe und nahmen Kontakt zur lokalen Résistance auf. Mitte März 1943 drohte ihnen Verfolgung, weshalb ihre französischen Kameraden ihre Flucht aus der Fabrik und ihre Verlegung an einen sicheren Ort organisierten. Über  Marvejols fanden sie ein Versteck in den Wäldern nahe dem Col de Bonnecombe und gründeten dort den ersten Maquis im Lozère. Daran erinnert heute ein Denkmal in der Nähe der Passhöhe.(Lage)
Am 9. September 1942 besuchte eine Delegation der Organisation Todt das und verpflichtete neun spanische Arbeiter. Ein Jahr später, Ende 1943, veranlasste die deutschen Behörden die internierten Arbeitskräfte saarländischer Abstammung und die jüdischen Arbeiter. Über deren weiteres Schicksal wird in dem Bulletin-Artikel nichts mitgeteilt. Wie schon von der FMD vermerkt, bewegte sich die Belegung des Lagers 1943 auf Höchststände zu. Am 10. Juli 1943 befanden sich 301 Fremdarbeiter im Lager, am 10. Oktober immer noch 273. Parallel dazu stieg aber auch die Zahl derjenigen, die aus dem Lager flohen. In einem Bericht vom 6. April 1943 ist von 12 Deserteuren die Rede, in dem vom 10. Oktober 1943 von 20 Deserteure. Und auch die Organisation Todt, die Ende Dezember 1943/Januar 1944 weitere Arbeitskräfte requirieren wollte, war nur bedingt erfolgreich. Von 117 zum Einsatz ausgewählten Fremdarbeitern konnten lediglich 20 übernommen werden. 14 Männer wurden aus medizinischen Gründen für untauglich erklärt, 29 wurden von der Präfektur freigestellt, 25 standen unter konsularischem Schutz und 29 entzogen sich ihrer Verpflichtung durch Flucht.
Im Juli 1944 erwog das Vichy-Regime, alle Ausländer, die sich noch auf freiem Fuß befanden, zu internieren. Das Lager Chanac war dafür als Internierungsort auserkoren. Ob es dazu kam, ist nicht bekannt. Für das Lager liegen im letzten Jahr seiner Existenz keine Belegungszahlen mehr vor, sondern nur noch Angaben über Desertionen: Ein Bericht vom 13. Januar 1944 nennt 16, der vom 11. April 33 und der vom 10. Juli jeweils 12. Viele von ihnen schlossen sich den Forces françaises de l’intérieur (FFI) an.

## Bekannte GTE-Angehörige
- Alfred Benjamin
- Hanns Kralik
- Otto Kühne und seine vier Kameraden aus dem Maquis de Bonnecombe